# Alyson Le Borges
Pour les articles homonymes, voir Le Borges.
Alyson Le Borges, née le 4 septembre 1986 à Paris, est une actrice et mannequin française. Elle est la fille naturelle d'Anthony Delon et de Marie-Hélène Le Borges, danseuse au Crazy Horse, et petite-fille d'Alain Delon.

## Biographie
Alyson Le Borges grandit à Neuilly-sur-Seine et suit le Cours Simon,.
En 2009, elle pose pour le Vanity Fair italien, Grazia et la marque de lingerie Intimissimi. Par la suite, elle pose également pour les magazines Elle, Harper's Bazaar et GQ, elle fait aussi la publicité d'instituts de beauté. Elle est en contrat avec l'agence de mannequins Marilyn Agency.

## Filmographie

### Télévision
- 1997 : L'Île bleue de Nadine Trintignant
- 2021 : Influences

### Cinéma
- 2013 : Neon Angel de Jean-Louis Daniel : Salomé